# Huaxiaosaurus aigahtens
Huaxiaosaurus aigahtens es la única especie conocida del dudoso género extinto Huaxiaosaurus de dinosaurio hadrosáurido saurolofino que vivió a mediados del período Cretácico, hace aproximadamente entre 83,6 a 72,1 millones de años, durante el Campaniense, en lo que ahora es Asia.

## Descripción
La especie tipo y único espécimen consiste de un esqueleto casi completo con un cráneo. Los huesos fueron hallados en los estratos geológicos de la Formación Xingzhuang. Incluye el fémur izquierdo, la parte media de la mandíbula inferior, una gran parte de columna vertebral, los hombros, los brazos delanteras, la pelvis y las patas.
Huaxiaosaurus difiere de Zhuchengosaurus por posee diez vértebras sacrales en lugar de nueve y de Shantungosaurus por un surco en la parte inferior de las vértebras sacrales. Otros investigadores por su parte, han señalado que no hay en realidad sficientes características para diferenciarlo de Zhuchengosaurus y de Shantungosaurus; en este último, la fusión de las vértebras extra en el sacro es un efecto común del envejecimiento. Puede ser que los tres taxones realmente pertenezcan a un solo nombre, Shantungosaurus, y por tanto Huaxiaosaurus solo representaría a un individuo maduro de este género.
El cráneo es muy alargado, estrecho y aplanado. La mandíbula inferior es alta. Los dientes son una aglomeración de altas baterías dentales. La columna consiste de 16 vértebras cervicales, 20 dorsales, 10 sacrales y 18 vértebras caudales (preservadas). Las vértebras cervicales son relativamente cortas y espinosas; también posee largas espinas en las vértebras ubicadas en la base de la cola. Las patas delanteras son relativamente pequeñas y poseen cuatro dedos, alcanzando una longitud de 2 metros. El húmero, de 92-98 centímetros de largo, era muy robusto a fin de poder soportar el enorme peso de este hadrosáurido. Las patas posteriores son mucho más robustas y debieron de tener grandes músculos. El fémur mide 170-172 centímetros de largo. La tibia es más corta y mide 145-147 centímetros de largo. Los estimados de longitud de este animal van de 13 a 18 metros, con estimaciones de peso variando entre 7 a 20 toneladas métricas.

## Descubrimiento e investigación
Sus restos se hallaron en Zhucheng, Shandong, China. Se trata de un gran hadrosáurido, con unas medidas estimadas de  18,7 metros de longitud y 11,3 metros de altura en una postura de trípode, lo que le hace uno de los ornitópodos más altos conocidos. Fue encontrado en la misma zona que Shantungosaurus y Zhuchengosaurus, y es muy probable que se trate que el mismo animal que Shantungosaurus.
En marzo de 2008, durante unas excavaciones en una cantera cerca de la ciudad de Zhucheng, en la provincia de Shandong, se hallaron varios huesos fósiles de varias especies diferentes, entre ellas el esqueleto de un hadrosáurido de gran tamaño. Se excavó un bloque de roca de veinte metros cuadrados que contenía los restos de este dinosaurio. Tras un examen se concluyó que los huesos pertenecían a una nueva especie de dinosaurio, diferente tanto de Shantungosaurus como de Zhuchengosaurus.
En 2011 se publicó su descripción científica, patrocinada por Wang Kebai y Li Dunjing, a la que se le dio su propio nombre de género. Su nombre deriva de Huaxia - el término antiguo para China, mientras que el nombre de la especie, aigahtens deriva de la palabra latina giganteus, en referencia a su tamaño. Huaxiaosaurus no debe ser confundido con Huaxiasaurus, un nomen nudum y con Huaxiagnathus.